# L'ordre de la noblesse
L'ordre de la noblesse. Familles d'Europe enregistrées in ordine nobilitatis is een zevendelig werk over Europese adellijke families dat verscheen tussen 1978 en 1992.

## Geschiedenis
In 1978 verscheen het eerste deel van L'ordre de la noblesse, resultaat van een project dat in 1968 was gestart en beoogde een wetenschappelijk betrouwbaar overzicht te geven van alle nog bestaande Europese adellijke families, in het eerste deel geschat op iets meer dan 27.000 families. Hiertoe werd samengewerkt met tientallen genealogen en historici uit Europese landen. Het onderzoek was zowel gebaseerd op archief- als literatuuronderzoek. De medewerkers behoorden tot de nationale deskundigen op adelsgebied. Zo waren er voor het Belgische deel Philippe du Bois de Ryckholt, Xavier de Ghellinck Vaernewyck, Georges de Haverkercke en Madame Marc de Kerchove d'Exaerde die meewerkten, voor Nederland was dat de secretaris van de Hoge Raad van Adel mr. Otto Schutte, voor Frankrijk de Duc de La Force, voorzitter van de internationale confederatie van genealogische verenigingen en voorzitter van de Commission des preuves van de Franse adelsvereniging ANF.

## Inhoud
De uitgave bevatte in alle delen algemene inleidingen over de adelsgeschiedenis in de verschillende Europese landen. Daarbij werd een uitgebreide historische bibliografie opgenomen. Van vele (voormalige) regerende vorstenhuizen werd een algemene inleiding opgenomen. De inleidingen, inclusief bibliografieën, vonden een plaats in de romeins genummerde pagina's. De volgende Arabisch genummerde pagina's geven een alfabetisch geordende opgave van duizenden adellijke families. Voor elke familie wordt een opgave gegeven van land van herkomst, eerste vermelding/adelsgeschiedenis, bibliografie en de hoofden van het bestaande geslacht/bestaande takken. Al deze feiten, die konden worden aangedragen door de adellijke families zelf, werden voorgelegd aan de betreffende nationale deskundigen en overeenkomstig een binnen de redactie afgesproken wetenschappelijke code beoordeeld.

## Uitgave
De uitgave verscheen in een luxe uitgave. De laatste, zogenaamde exemplaires de têtes, verscheen op gevergeerd papier, gesigneerd door Jean de Bonnot, initiatiefnemer, en gebonden in een vollederen band.

## Delen
1. Familles d'Europe enregistrées In ordine nobilitatis du 1er janvier 1977 au 30 juin 1978. Paris, 1978. CDCLII, 409 p.
2. Familles d'Europe enregistrées In ordine nobilitatis du 1er juillet 1978 au 31 décembre 1978. Paris, 1979. CCCXII, 523 p.
3. Familles d'Europe enregistrées In ordine nobilitatis du 1er janvier 1979 au 31 octobre 1979. Paris, 1979. CLXIII, 497 p.
4. Familles d'Europe enregistrées In ordine nobilitatis du 1er novembre 1979 au 31 décembre 1980. Paris, 1980. XXI, 640 p.
5. Familles d'Europe enregistrées In ordine nobilitatis 1981-1982. Paris, 1982. XCVI, 1000 p.
6. Familles d'Europe enregistrées In ordine nobilitatis 1983-1984. Paris, 1985. DCLXXXVII, 850 p.
7. Familles d'Europe enregistrées In ordine nobilitatis 1985-1992. Paris, 1992. CCXXXVI, 1141 p.